# Amomum dealbatum
Amomum dealbatum ist eine Pflanzenart aus der Gattung Amomum innerhalb der Familie der Ingwergewächse (Zingiberaceae). Sie kommt in Teilen Süd- und Südostasiens vor.

## Beschreibung

### Vegetative Merkmale
Amomum dealbatum wächst als ausdauernde, krautige Pflanze, die Wuchshöhen von 1 bis 3,5 Metern erreichen kann. Die weißen bis gelblich braunen Rhizome sind etwa 2 bis 4 Zentimeter dick und außen mit Schuppen bedeckt. Die ledrigen, glänzenden, unbehaarten und gerillten braunen Schuppen sind bei einer Länge von 1 bis 5 Zentimetern sowie einer Breite von rund 5 Zentimetern eiförmig bis verkehrt-eiförmig mit einem spitzen oberen Ende und ganzrandigen Rändern. Das Rhizom ist zwischen den einzelnen „Pseudostämmen“ etwa 5 Zentimeter lang. Von jedem Rhizom gehen drei bis fünf, gelegentlich auch bis zu 15 horstbildende Sprossachsen bzw. „Pseudostämme“ ab. An der mit einem Durchmesser von 1,5 bis 2 Zentimetern etwas geschwollenen Basis haben die Stängel hellgrüne, gerillte sowie außen filzig behaarte Blattscheiden mit bewimperten Rändern. Die hellbraunen, membranartigen und außen mit zottigen rostroten Haaren besetzten Blatthäutchen werden etwa 4 bis 5 Zentimeter lang und sind lanzettlich bis kreisförmig geformt; ihr oberes Ende ist zweispaltig und die Ränder sind bewimpert.
Jeder Stängel besitzt etwa acht bis zehn Laubblätter. Die Laubblätter sind in Blattstiel und Blattspreite gegliedert. Der grüne rinnige Blattstiel ist gerillt sowie filzig behaart und ist 0,5 bis 10 Zentimeter lang. Die einfache Blattspreite ist bei einer Länge von 40 bis 90 Zentimetern sowie einer Breite von 5,5 bis 15 Zentimetern länglich bis länglich-lanzettlich mit langer und spitz zulaufender bis keilförmiger Blattbasis und zugespitzten bis lang geschwänzten oberen Ende. Die glänzend grüne Blattoberseite ist kahl während die hell- oder blassgrüne und weißliche Blattunterseite mit filzigen bräunlichen Haaren besetzt ist. Die Blattspreiten weisen an der Unterseite eine auffällige, primäre Blattnervatur auf während die sekundäre Blattnervatur auf beiden Blattseiten auffällig ist. Die Blattränder sind ganzrandig.

### Generative Merkmale

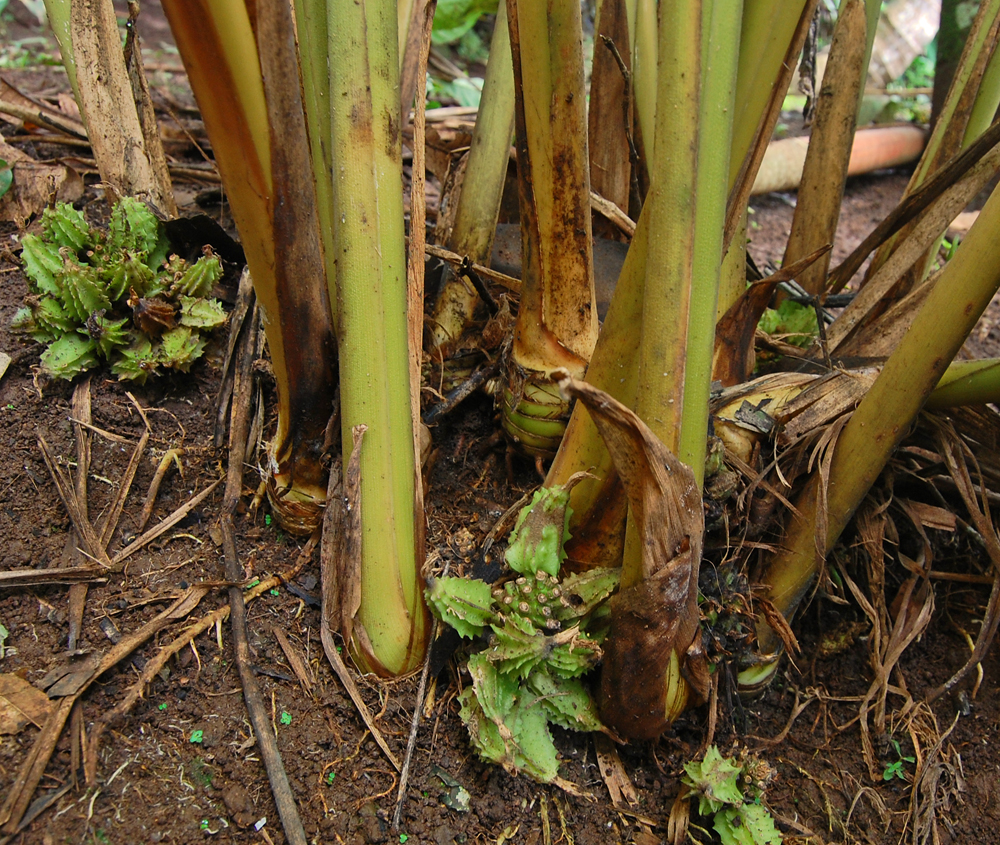
Die Basis der Pseudostämme mit Fruchtständen und Kapselfrüchten

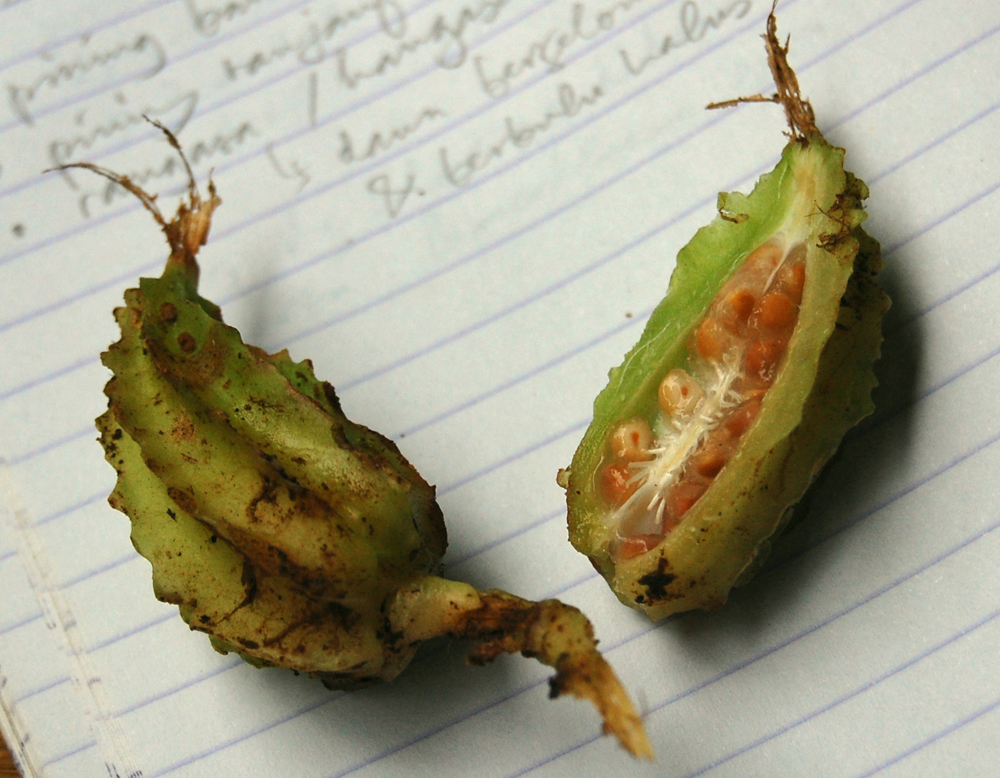
Aufgeschnittene Frucht, die Samen sowie der Arillus sind erkennbar

Die Blütezeit umfasst zumindest in Yunnan die Monate Mai und Juni und die Früchte reifen dort in der Zeit zwischen Juni und September. Direkt an der Stängelbasis aus dem Rhizom entwickelt sich auf einem 2 bis 15 Zentimeter langen und 0,6 bis 1 Zentimeter dicken, hellbraunen, gerillten und unbehaarten Blütenstandsschaft ein bei einer Länge von 5 bis 6 Zentimetern und einem Durchmesser von etwa 3 bis 6 Zentimetern elliptischer bis annähernd kugelförmiger, ähriger Blütenstand, in dem die Blüten dicht zusammen stehen. Je Stängel werden rund drei Blütenstände gebildet und es blühen etwa zehn bis elf Blüten gleichzeitig. Der Blütenstandsschaft ist mit hell- bis dunkelbraunen, harten und dicken, ledrigen, gerillten und unbehaarten Schuppen mit ganzrandigen Rändern sowie einem spitzen oberen Ende mit kurzem Sporn bedeckt, welche bei einer Länge von 1,5 bis 7 Zentimetern sowie einer Breite von 1 bis 6 Zentimetern breit eiförmig bis breit lanzettlich geformt sind. Die rötlichen bis hellbraunen, außen kahlen bis rauen und gerillten Tragblätter sind bei einer Länge von 2 bis 4,5 Zentimetern sowie einer Breite von 1 bis 1,5 Zentimetern lanzettlich über eiförmig bis bootförmig mit papierartige geflügelten, spitzen oberen Ende und ganzrandigen Rändern. Jedes der Tragblätter trägt eine einzelne Blüte und fällt bereits nach kurzer Zeit ab. Deckblätter fehlen.
Die zwittrigen Blüten sind zygomorph und dreizählig mit doppelten, weißen bis farblosen Perianth. Die drei durchscheinenden, weißen bis farblosen, membranartigen Kelchblätter sind auf einer Länge von 1,5 bis 1,6 Zentimetern röhrenförmig miteinander verwachsen und sind mit einer Länge von 2,5 bis 3 Zentimeter sowie einer Breite von 0,3 bis 0,5 Zentimeter etwas länger als die Kronröhre. Sie sind dreifach gezähnt, wobei die Kelchzähne 0,5 bis 0,1 Zentimeter lang sind und haben eine fein behaarte Außenseite sowie eine spitz zulaufende Spitze mit einem dicken und kurzen Sporn. Die drei durchscheinenden, weißen bis farblosen und etwa 4 bis 5 Zentimeter langen und kahlen Kronblätter sind zu einer 2 bis 2,5 Zentimeter langen und innen an der Basis kahlen ansonsten aber fein bis striegelig und filzig behaarten Kronröhre verwachsen. Es sind drei ebenfalls weiße und unbehaarte, membranartige und lanzettliche Kronlappen vorhanden. Der mittlere Kronlappen ist 2,3 bis 2,5 Zentimetern lang und 0,8 bis 1,2 Zentimeter breit mit kappenförmigen oberen Ende. Die beiden seitlichen Kronlappen sind bei einer Länge von 2 bis 2,5 Zentimetern sowie einer Breite von 0,6 bis 0,9 Zentimetern etwas schmäler und haben ebenfalls ein kappenförmiges oberes Ende. Nur das mittlere der Staubblätter des inneren Kreises ist fertil. Das fertile Staubblatt besitzt einen abgeflachten, 0,2 bis 0,5 Zentimeter langen, an der Oberseite fein behaarten, weißen Staubfaden. Die zwei weißen Hälften des unbehaarten Staubbeutels sind bei einer Länge von 1,3 bis 1,5 Zentimetern und einer Breite von 0,2 bis 0,4 Zentimetern länglich. Die Staminodien des inneren Kreises sind zu einem Labellum verwachsen, welches wiederum mit dem fertilen Staubfaden zu einer kurzen Röhre verwachsen ist. Das 2,5 bis 4 Zentimeter lange und 1,5 bis 2 Zentimeter breite, membranartige und elliptische Labellum ist weiß mit einem roten und gelben Streifen in der Mitte sowie einer roten Aderung; es ist mit Haaren besetzt und besitzt eine abgerundete bis ausgerandete Spitze und ganzrandigen Rändern. Die seitlichen, weißen Staminodien sind bei einer Länge von rund 0,2 Zentimetern dreieckig bis pfriemförmig. Drei Fruchtblätter sind zu einem dreikammerigen, haarigen und bei einem Durchmesser von rund 0,4 Zentimetern kugelförmigen Fruchtknoten mit neun Längsfurchen verwachsen. Jede der rundlichen Fruchtknotenkammer enthält etwa 15 Samenanlagen. Der Griffel ist unbehaart und endet in einer abgerundeten und unbehaarten Narbe mit bewimperter Spitze.
Der braune Schaft des Fruchtstandes ist unbehaart, etwa 10 bis 20 Zentimeter lang und rund 0,5 Zentimeter dick. In einem 6 bis 7 Zentimeter dicken Fruchtstand befinden sich etwa 20 Kapselfrüchte, welche an einem 1 bis 2 Zentimeter langen Stiel stehen. Die bei einer Länge von 2 bis 3 Zentimetern sowie einer Breite von 1 bis 1,5 Zentimetern eiförmigen bis ellipsoiden Kapselfrüchte sind anfangs grün gefärbt, zur Reife hin verfärben sie sich rötlich grün. Die behaarte Oberfläche der Früchte weist neun 0,2 bis 0,3 Zentimeter breite Flügel mit gesägten Rändern auf. Jedes der drei Fruchtfächer enthält rund 15 bis 20 Samen. Die kahlen, schwarzen Samen sind bei einem Durchmesser von etwa 3 Millimetern kugelig und haben einen gelblichen Arillus.

## Vorkommen
Das natürliche Verbreitungsgebiet von Amomum dealbatum liegt in Teilen Süd- und Südostasien. Es erstreckt sich dabei von den indischen Bundesstaat Assam und Sikkim über Bhutan, Myanmar, die chinesische Provinz Yunnan, Thailand und Laos bis nach Vietnam. Möglicherweise gibt es auch Vorkommen in Nepal sowie auf Sumatra.
Die Art gedeiht in Höhenlagen von 120 bis 1280 Metern wo sie auf kalkigen Bodenarten in sommer- und immergrünen Wäldern sowie offenen Wäldern an schattigen Stellen wächst.

## Taxonomie
Die Erstbeschreibung als Amomum dealbatum erfolgte 1820 durch William Roxburgh in Flora Indica; or descriptions of Indian Plants, Band 1, Seiten 42–43. Ein Synonym für Amomum dealbatum Roxb. ist Cardamomum dealbatum (Roxb.) Kuntze. Bei Amomum dealbatum handelt es sich um einen Artenkomplex und könnte in der Zukunft nach näheren Untersuchungen verschiedene Arten aufgespalten werden.

## Nutzung
Im nördlichen Laos werden die Früchte gehandelt und der süßliche aber auch leicht säuerliche Arillus dient als Nahrungsmittel.

## Gefährdung und Schutz
Amomum dealbatum wird in der Roten Liste der IUCN seit 2011 aufgrund der ungenauen Datenlage keiner Gefährdungskategorie zugeordnet. Dies liegt daran, dass der Artenkomplex noch nicht genauer erforscht wurde und in der Zukunft in mehrere Arten aufgespalten werden könnte.